# Francesco Patino
Francesco Patino (Bari, 9 settembre 1935) è un ex calciatore italiano, di ruolo attaccante.

## Caratteristiche tecniche
Era un'ala sinistra dotata di uno scatto molto veloce.

## Carriera
Nasce a Bari, ma calcisticamente cresce tra le file del Bisceglie.
Dopo essere stato due stagioni al Modica, dove fra il 1953 ed il 1955 totalizza 56 presenze e 23 reti, disputa tre stagioni in Serie B con la maglia del Catania, per poi passare al Venezia, sempre in Serie B.
Fu la sua permanenza nel Foggia, durata otto anni, a regalargli la notorietà. Con la società rossonera esordì in Serie C, per poi essere promosso in Serie B. Il periodo del suo maggior successo arrivò nel 1964, quando il Foggia riuscì ad essere promosso in Serie A. Da ricordare la vittoria per 3-2 sull'Inter campione del mondo, il 31 gennaio 1965. In massima serie disputò tre campionati diventando uno dei più presenti di sempre, prima di finire la sua carriera, al Pescara (in serie C), dove arrivò nel gennaio del 1967.

## Palmarès

### Club

#### Competizioni nazionali
- Serie C: 2

Foggia: 1959-1960, 1961-1962